# Dinko Fio
Dinko Fio (Blato, 28. travnja 1924. – Zagreb, 2. studenog 2011.) bio je hrvatski skladatelj, pjevač, melograf, dirigent, zborovođa (posebice dječjih zborova) i glazbeni pedagog. 

## Životopis
Dinko Fio je u rodnome Blatu na Korčuli završio 1. razred osnovne škole, a potom je školovanje nastavio u Dubrovniku, gdje je 1942. završio i učiteljsku školu. Godine 1961. diplomirao je solopjevanje na Muzičkoj akademiji u Zagrebu u klasi prof. Lava Vrbanića.
Jednim je od prvih hrvatskih stručnih melografa. Djeluje od 1943. godine. Poznat je kao osoba koja je skladala, priređivala, harmonizirala i obrađivala tekstove za dalmatinske klape i mješovite pjevačke zborove.
Obrađivanjem za javno izvođenje spasio je od zaborava brojne hrvatske narodne klapske pjesme iz Dalmacije. Kao skladatelj je izgradio povelik opus na temeljima te hrvatske tradicijske glazbe.
Uglazbio je i aranžirao za klapsku izvedbu pjesme hrvatskih pjesnika i pjesnikinja kao što su Vladimir Nazor, Lucija Rudan, Tatjana Radovanović i ini.
Plodnu suradnju je ostvario s poznatim klapama kao što su velolučka klapa Ošjak i zagrebačka klapa Nostalgija, čiji je osnivač i dugogodišnji voditelj i mentor. Osim njih, proslavio se radom s dječjim zborom RTV Zagreb. Uspješan je bio i njegov rad s ansamblima LADO i SKUD-om "Ivan Goran Kovačić".
1995. je objavio knjigu »Izvorne dalmatinske pjesme abecednim redom regije mjesta zapisa za muške klape ili zborove«.

## Nagrade i priznanja
Brojne pjesme koje je uglazbio su pobjeđivale ili bile među nagrađenima na raznim klapskim festivalima.
Hrvatska glazbena unija mu je 1998. dodijelila Zlatnu plaketu Status u povodu 50. obljetnice umjetničkoga djelovanja. Hrvatsko društvo skladatelja mu je 2009. dodijelilo nagradu Franjo Ksaver Kuhač.

## Vanjske poveznice
- Festival dalmatinskih klapa u Omišu: Dinko Fio (životopis)
- Institut hrvatske glazbe: Preminuo Dinko Fio  Arhivirana inačica izvorne stranice od 23. listopada 2014. (Wayback Machine) (životopis)
- Prvi komin Snježanin: Dinko Fio (životopis)
- Diskografija: Dinko Fio
- Discogs.com – Dinko Fio (diskografija)